# Märit
Märit (schwedisch Märit) ist eine Geschichte von Astrid Lindgren.

## Handlung
Die Geschichte beginnt mit den Worten Es war einmal eine Prinzessin, die gestorben war. Bei der Prinzessin handelt sich um ein kleines, armes Mädchen namens Märit, von der nun berichtet wird.
An dem ersten Schultag nach den Ferien schenkt Jonas Petter der achtjährigen Märit eine Schachtel mit ein paar Liebesperlen und einem Ring darin. Für Jonas ist das keine große Geste, aber für Märit ist es etwas ganz Besonderes. Sie hat noch nie soviel Aufmerksamkeit und so ein tolles Geschenk bekommen. Zunächst isst sie die Liebesperlen. Dann versteckt sie Schachtel und Ring als ihren Schatz. Nach diesem Tag verehrt Märit Jonas. Sie redet nicht mit ihm, strahlt aber immer über das ganze Gesicht, wenn er da ist. Die anderen Kinder ärgern Jonas damit, dass Märit in ihn verliebt sei, was Jonas wütend auf Märit macht. Obwohl er Märit nun nicht mehr gut behandelt, bewundert Märit ihn noch immer. Als die Schüler auf einen Berg klettern, droht ein Stein Jonas Petter zu erschlagen. Märit wirft sich vor den Stein, um Jonas zu retten. Jonas bleibt unverletzt, doch Märit stirbt. Die Kinder wissen später nicht, warum Märit von dem Stein getroffen wurde. In der Familie fällt es nicht so sehr auf, dass Märit fehlt. Der einzige Unterschied ist, dass nun zwei Kinder in dem Bett liegen, in dem sonst drei lagen. Als Märit beerdigt wird, trauern die Mitschüler, die Lehrer und die Familie von Märit um diese. Doch kaum ist Beerdigung vorbei, entdecken die Schüler ein Vogelnest mit fünf kleinen Eiern. Sie finden es so niedlich, dass sie Märit darüber vergessen.

## Hintergrund
Die Geschichte wurde erstmals 1950 in der schwedischen Zeitschrift Vi veröffentlicht. Illustriert wurde die Geschichte von Ingrid Vang Nyman. Im selben Jahr erschien die Geschichte mit Vang Nymans Illustrationen in der Kurzgeschichtensammlung Kajsa Kavat (1952, deutsch Sammelaugust und andere Kinder). In Schweden wurde die Geschichte später auch als einzelnes Buch von Novellix veröffentlicht. Illustriert wurde diese Ausgabe von Lisa Benk.

## Rezeption
Die Geschichte, die auf der offiziellen Astrid Lindgren Seite als die „wohl traurigste Geschichte von allen“ bezeichnet wird, hat sehr unterschiedliches Feedback bekommen. Einige Rezensenten glauben, dass die Geschichte, wegen des traurigen Endes, nicht für junge Kinder geeignet sei. Manche loben die Geschichte dafür, dass sie sich in ehrlicher Weise mit der Welt auseinandersetze und den Kindern zeige, dass es auf der Welt neben der Freude auch Leid gebe.
Valerie Kyeyune Backström von Expressen findet, dass Märit eine der besten Geschichten von Astrid Lindgren sei. Es sei erstaunlich, dass Lindgren auf nur 18 Seiten sowohl Themen wie eine unbeantwortete Liebe als auch den Kindheitstod behandeln könne, ohne sentimental zu werden oder die Welt aus einer rosaroten Brillenperspektive zu beschreiben. Stattdessen sei die Geschichte genauso grob und unfair, wie die Welt und ihre Menschen immer wieder sein könnten. Das Leben gehe weiter und niemand kümmere sich um einige Kinder, nicht einmal um ihre Eltern. Heutzutage würde von Eltern und anderen Erwachsenen erwartet, dass Kinder nur schöne Bücher lesen sollten, in denen die Kinder Spaß haben und den Frieden auf Erden erleben. Damit würde den Kindern eine falsche Erwartung des Glücks vermittelt. Sie sollten stets lachen und fröhlich sein. Dabei empfänden Kindern, neben der Freude auch Kummer, Melancholie und Nachdenklichkeit. Die Geschichte biete etwas Abwechslung zu den Büchern, die den Kindern eine heile Welt vermitteln würden.
Eva Wahlström von Kristianstadsbladet meint, dass die Geschichte in ihrer Geschichte eine ganz andere Art von Geschichte über eine Prinzessin erzähle. In dieser zeichne sich die Prinzessin nicht über ein Schloss oder einen großen Reichtum aus, sondern über ihre guten Eigenschaften.
Die Cicero kritisiert, das traurige Ende der Geschichte. Märit würde sterben, weil sie einem Mitschüler das Leben retten wollte. Jedoch habe dies niemand bemerkt. Auch wenn die Mitschüler noch an ihrem Grab sängen, würden sie Märit schon beim Fund eines Vogelnests vergessen. Die Schilderung von Not und Gefahr sei zwar auch für Fünfjährige geeignet, allerdings ist die Redaktion der Zeitschrift Cicero der Meinung, dass es trotzdem immer ein glückliches Ende geben solle.
Hanna Lager von feministbiblioteket.se meint, dass die Geschichte von Märit sie sehr betroffen machte, da Märit ihre unterwürfige Art und ihren Wunsch einen Freund zu haben mit dem Leben bezahlt habe.
Malin Nauwerck von Flamman empfiehlt die Geschichte auch erwachsenen Lesern. Sie sieht in der Geschichte auch eine Parallele zu einer Beziehung zwischen einer armen Frau und einem reichen Mann, sowie der Erniedrigung, die es in dieser Art von Beziehung oft gebe.

## Ausgaben
- Kajsa Kavat, (1950), Rabén & Sjögren, schwedische Erstveröffentlichung, illustriert von Ingrid Vang Nyman
- Märit (2015), Novelix, schwedische Ausgabe, illustriert von Lisa Benk

### In Deutschland veröffentlicht in
- Sammelaugust und andere Kinder, 1952, Verlag Friedrich Oetinger, Hamburg, illustriert von Ingrid Vang Nyman, ins Deutsche übersetzt von Karl Kurt Peters
- Astrid Lindgren erzählt, 1971, Verlag Friedrich Oetinger, Hamburg, illustriert von Margret Rettich, ins Deutsche übersetzt von Karl Kurt Peters
- Erzählungen, 1990, Verlag Friedrich Oetinger, Hamburg, illustriert von Ilon Wikland, ins Deutsche übersetzt von Karl Kurt Peters
- Die Puppe Mirabell und andere Geschichten, 2006, Verlag Friedrich Oetinger, Hamburg, illustriert von Ilon Wikland, ins Deutsche übersetzt von Karl Kurt Peters